# 古橋由一郎
古橋 由一郎（ふるはし ゆういちろう、1965年〈昭和40年〉1月7日 - ）は、日本の元アメリカンフットボール選手。2006年4月現在立命館大学パンサーズヘッドコーチ。立命館大学職員。

## 経歴

### 大学卒業まで
兵庫県立伊丹西高等学校卒業。高校時代は野球部（一塁手兼投手）。1985年立命館大学文学部地理学科入学後、立命館大学パンサーズ入部。ポジションはDLで主力として活躍。4回生時の1988年には主将を務める。
当時の立命館大学は1984年に平井英嗣がヘッドコーチに就任、1987年にスポーツ推薦が開始されるなど、チーム強化へ向けて着実に歩を進めている段階であった。在学中の1985年には同率2位になるものの、優勝をすることなく卒業する。

### コーチ就任
1989年、大学卒業と同時に立命館大学職員となり、コーチに就任する。平井英嗣ヘッドコーチ（1993年から監督）とともチームを指導する。同年、京都大学ギャングスターズに初勝利。翌1990年には京都大学ギャングスターズ、関西学院大学ファイターズの両校に勝利するが、神戸大学に敗戦し、近畿大学に引き分けて2位に終わる。以降常に3位以上の成績を上げながら、優勝は達成できなかった。

### 1994年悲願のリーグ制覇
1994年にBKCに練習拠点を移転。その年QB東野稔、LB河口正史を擁し、リーグ初制覇。甲子園ボウルも法政大学を下して初優勝、大学日本一に輝く。以降、関学・京大と熾烈な優勝争いを繰り広げるが、甲子園ボウル出場は1998年のみに終わる。

### 2001年ヘッドコーチ就任
2001年ヘッドコーチに就任する。同年、オクラホマ大学留学から帰国した橋詰功コーチ（攻撃コーディネーター）とともに、現行のチーム指導体制を確立する。2002年に平井英嗣監督が総監督となり、チームの指揮を執る。以降、リーグ4年連続優勝、甲子園ボウル3連覇、ライスボウル2連覇等の輝かしい実績を残している。